# Charles Loewner
Charles Loewner (txec: Karel Löwner)  (Lány, 29 de maig de 1893 - Stanford, 8 de gener de 1968) va ser un matemàtic jueu txec emigrat als Estats Units. Loewner va estudiar matemàtiques amb Georg Pick a la universitat Carolina de Praga en la qual va rebre el doctorat el 1917. De 1917 a 1922 va ser ajudant a la universitat tècnica alemanya de Praga, però el càrrec no li va semblar prou estimulant i el 1922 va marxar a Berlín on va ser professor de la Universitat de Berlín fins al 1928. Els dos cursos següents va ser professor extraordinari a la Universitat de Colònia i, des de 1930 fins a 1939, professor titular de la Universitat Carolina de Praga, que va haver d'abandonar quan els nazis van ocupar Txecoslovàquia. Ja emigrat als Estats Units, de 1939 a 1944 va ser professor a la Universitat de Louisville, de 1945 a 1951 professor de la Universitat de Syracuse i des de 1951 fins a la seva jubilació el 1963, professor titular a la Universitat Stanford.
Loewner, que tenia un ampli coneixement de moltes branques de les matemàtiques, es va especialitzar en anàlisi complexa i geometria diferencial i, més específicament, en espais de Hilbert, dinàmica de fluids i aplicacions de l'àlgebra de Lie. És recordat, sobre tot, per haver fet el 1923 la primera aportació important en la solució de la conjectura de Bieberbach.